# Ian McLeod
Ian McLeod (født 3. oktober 1980 i Falkirk, Skotland) er en tidligere professionel sydafrikansk landevejscykelrytter.